# Elatostema adenophorum
Elatostema adenophorum är en nässelväxtart som beskrevs av Wen Tsai Wang. Elatostema adenophorum ingår i släktet Elatostema och familjen nässelväxter. Inga underarter finns listade i Catalogue of Life.